# 平行迷途
《平行迷途》，2020年中國大陸警校懸疑青春情感劇。由陸婷、許佳琪、閆猛、李越、孫溯夢汐、李淑婷主演。於2018年9月28日在無锡開機。改编自小说《天蓝蓝》。2020年10月13日在优酷播出。

## 剧情简介
該劇講述一個發生在幾位年輕警察與他們的家人朋友以及父輩一代之間的恩怨故事。在被迷霧困住的真相中，唯有親情，愛情，友情能行長路，越千山。

## 主要演员
| 演員     | 角色   |                           |
| 陸婷     | 黃鑫   | 身份神秘的職場女性        |
| 許佳琪   | 梁雪   | 音樂才女,會拉小提琴       |
| 閆猛     | 顧俊   | 警校畢業生                |
| 李越     | 苏明   | 警校畢業生,蘇小溪的哥哥。 |
| 孫溯夢汐 | 楊芳   | 女刑警                    |
| 李淑婷   | 蘇小溪 | 蘇明的妹妹,可爱乖巧的女生 |

## 音乐原声
| 名称           | 演唱 | 作词 | 作曲   | 备注   |
| 《给你的情书》 | 陈涛 | 张赢 | 刘晨野 | 片尾曲 |